# Boreosignum orientale
Boreosignum orientale är en kräftdjursart som först beskrevs av Michitaka Shimomura och Shunsuke F. Mawatari 2000.  Boreosignum orientale ingår i släktet Boreosignum och familjen Paramunnidae.
Artens utbredningsområde är havet kring Japan. Inga underarter finns listade i Catalogue of Life.